# 레브
레브(Reve)는 대한민국의 피아노 연주자이자 웹툰 음악 작곡가이다. 2012년 3월 2일 앨범 《꿈의 이야기》로 데뷔하였다.

## 개요 및 소개
네이버 웹툰 《천년구미호》의 OST의 제작으로 인해 본격적으로 이름이 알려졌으며 공식 블로그 및 유튜브 채널을 통하여 활동중이다.

## 앨범 활동
- 1. 꿈의 이야기 - (2012.03.02)
- 2. 데이지 - (2012.05.17)
- 3. 화(華) - (2012.07.27)
- 4. 천년 구미호 OST [1~4] - (2012.09.05 ~ 2016.10.01)
- 5. 바람의 꽃이 되어서 - (2012.11.27)
- 6. 졸업 - (2013.02.15)
- 7. 새와 같이 OST [1~4] - (2013.04.22 ~ 2014.03.21)
- 8. 아픔이 눈꽃 같아서... - (2017.02.01)
- 9. 비가 내렸으면 좋았을걸 (2017.09.01)

## 참여 작품
- 천년구미호
- 새와 같이
- 시타를 위하여
- 연애혁명
- 우리 헤어졌어요
- 발자국이 녹기 전에
- 장미 아파트 공경비
- 찬란하지 않아도 괜찮아